# Borgerlig lykke
Borgerlig lykke er en dansk kortfilm fra 1971 instrueret af Ib Thorup og efter manuskript af Kirsten Thorup og Ib Thorup.

## Handling
En film om undertrykt seksualitet, hed, svedende, stakåndet, påklædt. Om alt det, der holdes tilbage af snøreliv, brystholdere, hægter, bånd, knapper. Om opdæmmet behersket hysteri, som først til sidst kommer til fuldt udbrud. Filmen er baseret på Thjekov's novelle "Navnedagen".

## Medvirkende
- Hanne Andersen
- Claus Bigum
- Jørgen Blaksted
- Jesper Christensen
- Marie-Louise Coninck
- Hans Henrik Clemensen